# .io
.io – domena internetowa przypisana do Brytyjskiego Terytorium Oceanu Indyjskiego.
Obecnie Google traktuje .io jako domenę funkcjonalną (gTLD), ponieważ użytkownicy i webmasterzy często postrzegają ją jako domenę funkcjonalną, a nie krajową.

## Zastosowanie
Domena .io jest często stosowana przy projektach o otwartym kodzie źródłowym oraz startupach.
Jest też używana jako końcówka nazwy gier przeglądarkowych.